# 아오이 에리카
아오이 에리카(アオイ エリカ, AOI ERICA ~ 2017년 8월 4일)은 일본 닛폰 TV 소속이자 최초의 안드로이드 아나운서이다.

## 내력・인물
- 2017년
  - 8월 4일 - 최신  AI 기술을 탑재한 안드로이드 아나운서로 태어난다.
    - 키는 166CM, 체중은 48kg (제어PC와 컴프레서의 무게는 포함되지 않음).
- 2018년
  - 4월 1일 - 니혼TV 입사동기 입사는 이와타 에리나, 이치키 레이나, 히로 류타로, 시노하라 코오이다.
  - 4월 2일 - 니혼TV 그룹 각사의 합동 입사식에 참석했다.

현재, 유튜브의 아오이 에리카 공식 계정에서 선배 아나운서인(미우라 아사미와 토쿠시마 에리카)등과 대면하는 동영상도 공개되고 있다.

## 공식 사이트
- 아오이 에리카 보관됨 2022-02-25 - 웨이백 머신 - 공식 사이트
- 닛폰 TV 아나운서 아오이 에리카 보관됨 2022-02-27 - 웨이백 머신
- 아오이 에리카 - X
- 에리카 안드로이드 에리카 - 페이스북
- 에리카 채널의 채널 - 유튜브